# Аргајл (Њујорк)
Аргајл (енгл. Argyle) град је у америчкој савезној држави Њујорк.

## Демографија
По попису из 2010. године број становника је 306, што је 17 (5,9%) становника више него 2000. године.
| Група             | 2000.       | 2010.       |
| Белци             | 280 (96,9%) | 300 (98,0%) |
| Афроамериканци    | 1 (0,3%)    | 0 (0,0%)    |
| Азијати           | 0 (0,0%)    | 0 (0,0%)    |
| Хиспаноамериканци | 6 (2,1%)    | 1 (0,3%)    |
| Укупно            | 289         | 306         |